# Moorteich (Darmstadt)
Der Moorteich (auch Bürgerpark-Teich) ist ein kleines künstliches Stillgewässer in Darmstadt.

## Geographie
Der Moorteich liegt im Bürgerpark Nord.
Er ist circa 140 Meter lang und circa 60 Meter breit bei einer Wasserfläche von etwa 1 Hektar.
Gespeist wird der Teich durch Grundwasser und Regenwasser. 
Seine Uferzonen sind weitgehend baumbestanden.

## Etymologie und Geschichte
Die Namensgebung ist unklar.
Auf dem Areal befindet sich kein Moor.
Der Moorteich ist wahrscheinlich aus einer ehemaligen Tongrube entstanden.

## Fauna
Über den Fischbestand ist wenig bekannt.
Vermutet wird ein Bestand an Karpfen. 